# Bellova nerovnost
Bellova nerovnost je nerovnost, kterou splňují určité spinové korelace v lokálně relativistických teoriích. Je dílem irského fyzika J. S. Bella.

## Rovnice
Bellova nerovnost má tvar:
{\displaystyle n(\alpha _{+}\beta _{+})\leq n(\alpha _{+}\gamma _{+})+n(\beta _{+}\gamma _{+})}.
Bližší pohled na její odvození.
Nechť {\displaystyle N(+++)} je počet částic v našem testu s hodnotami {\displaystyle \alpha _{+}}, {\displaystyle \beta _{+}}, {\displaystyle \gamma _{+}} (a obdobně pro další kombinace orientací). Nechť {\displaystyle N(\alpha _{+}\beta _{+})} označuje počet částic s {\displaystyle \alpha _{+}}, {\displaystyle \beta _{+}} a s neurčenou hodnotou {\displaystyle \gamma } (a podobně). Pak platí
{\displaystyle N(\alpha _{+}\beta _{-})=N(+-+)+N(+--),N(\alpha _{+}\gamma _{-})=N(++-)+N(+--),N(\beta _{-}\gamma _{+})=N(+-+)+N(--+)}.
Protože všechny {\displaystyle N} jsou nezáporné (jde o počty případů), musí platit
{\displaystyle N(\alpha _{+}\beta _{-})\leq N(\alpha _{+}\gamma _{-})+N(\beta _{-}\gamma _{+})}.
Uvědomíme-li si, že pokud má jedna z částic {\displaystyle \alpha _{+}}, musí mít druhá částice z páru {\displaystyle \alpha _{-}} atd. Veličiny {\displaystyle n} jsou úměrné součtům dvojic {\displaystyle N}
{\displaystyle {\frac {n(\alpha _{+}\beta _{+})}{N(\alpha _{+}\beta _{-})+N(\alpha _{-}\beta _{+})}}={\frac {n(\alpha _{+}\gamma _{+})}{N(\alpha _{+}\gamma _{-})+N(\alpha _{-}\gamma _{+})}}={\frac {n(\beta _{+}\gamma _{+})}{N(\beta _{+}\gamma _{-})+N(\beta _{-}\gamma _{+})}}}.
Potom ze zmíněné nerovnosti
{\displaystyle N(\alpha _{+}\beta _{-})\leq N(\alpha _{+}\gamma _{-})+N(\beta _{-}\gamma _{+})}
a z podobné nerovnosti se zaměněnými symboly + a − vyplývá konečný vztah pro Bellovu nerovnost:
{\displaystyle n(\alpha _{+}\beta _{+})\leq n(\alpha _{+}\gamma _{+})+n(\beta _{+}\gamma _{+})}.

## Bellův teorém
Tento teorém v obecné rovině staví lokální realismus jako neslučitelný s kvantovou mechanikou. Nejedná se ovšem o teorém (ani Bell ho tak nikdy nenazval), ale jde spíše o interpretaci. Neslučitelnost kvantové mechaniky s lokálním realismem je dle Bellova/CHSH teorému prokázána na dvojici kvantově provázaných částic.
Lokální realismus pro takové páry částic předpokládá, že vlastnosti těchto částic (jejich provázanost) vznikají v okamžiku vzniku jejich provázanosti – typicky srážkou nějakých jiných částic, při které vznikne kvantově provázaný pár. Dle lokálního realismu si tedy tyto vlastnosti nesou částice nadále s sebou, i když se od sebe vzdálí. Bellův teorém se konkrétně zaměřuje na spin obou částic. Protože spin má vždy stejnou absolutní hodnotu a mění se jen jeho znaménko, musíme pro další vysvětlení principu předpokládat opakované měření více párů částic a statistické vyhodnocení výsledků.
Měření prokazují, že spin obou částic ve stejné ose je vždy opačný (je tedy dokonale antikorelován, korelace = −1). Spin obou částic, měřený v osách, mezi nimiž je úhel 90°, je náhodný (má korelace = 0).
Lokální realismus předpovídá, že pro opakovaná měření v osách, které jsou od sebe odchýleny o 45°, může být korelace jen mezi 0 a −0,5. To vyplývá z toho, že spin v každé ose je dán již v okamžiku vzniku páru částic a pokud mezi každými dvěma úhly 90° je korelace = 0 a pro shodné osy je korelace = −1, tak aby osa, mezi těmito dvěma polohami (tj. 45°), měla shodnou korelaci k oběma předchozím, tak tato korelace musí být mezi hodnotami 0 a −0,5. Větší antikorelace k jedné z os by nutně vedla k menší antikorelaci ke druhé ose.
Naproti tomu kvantová mechanika předpovídá, a experimentální měření to potvrzují, že korelace spinu částic může při úhlu 45° nabývat až hodnoty cca −0,7 (přesně je to minus odmocnina ze 2 dělená 2). Tento výsledek je však v rozporu s lokálním realismem, protože druhá měřená částice "se nějak dozví", v jakém úhlu byla měřena ta první a "přizpůsobí" svůj spin tak, aby korelace byla vyšší. To lze prokázat i opakováním měření téhož páru částic v různých osách, kdy pro každá dvě po sobě jdoucí měření při úhlu 45° se prokazuje vyšší korelace. (Pár částic si jakoby pamatuje poslední pár měření – starší měření "zapomíná", a pokud tedy změříme např. spin v ose x, potom změříme spin v několika jiných osách a opět spin v ose x, může se spin lišit – tak, aby vyhověl korelaci s měřením předchozí osy.)
Obdobná pravidla platí i pro úhly 135°, 225°, 315°.

## Experimenty
Existuje však klasická analogie optických polí, která porušuje Clauser-Horne-Shimony-Holt (CHSH) Bellovu nerovnost (překračuje hodnotu 2) a blíží se k maximální možné hodnotě (Tsirelsonovu limitu 2,828). Existence klasických analogií tak přináší otázku, co je kvantové. S tím souvisí také interpretace kvantové mechaniky.
Na podzim roku 2015 proběhl na Technické Univerzitě v holandském Delftu (TU Delft) experiment, který podle autorů definitivně prokázal neplatnost lokálního realismu, neboť prostorová a časová dispozice experimentu vyloučila možnost komunikace provázaných částic v rámci platné fyziky (rychlost světla). Koncem roku 2015 ale prohlásil Alain Aspect, že zatím žádný experiment nemůže být považován plně za bez skulin.
Přesto již Bell uvedl, že je v teorii obsažen předpoklad svobodné vůle a že pak superdeterminismus může reprodukovat stejné výsledky. Nikdy totiž nelze vyloučit, zda dva zdroje jsou opravdu nezávislé.
Roku 2025 byl publikován experiment, kdy k porušení Bellovy nerovnosti došlo bez kvantové provázanosti.